# Carlos Mongelar
Carlos Mongelar – piłkarz urugwajski, napastnik.
Jako piłkarz klubu Universal był w kadrze reprezentacji Urugwaju podczas turnieju Copa América 1917, gdzie Urugwaj drugi raz z rzędu zdobył tytuł mistrza Ameryki Południowej. Mongelar nie zagrał w żadnym meczu.
Mongelar w latach 1914–1917 rozegrał w reprezentacji Urugwaju 3 mecze i zdobył 2 bramki.